# الشياطين (مسرحية)
الشياطين هي مسرحية بتكليف من بيتر هال لشركة رويال شكسبير كتبها الكاتب الدرامي البريطاني جون هوايتنج واستمَدَّ مَوضُوعها مِن كِتابِ شياطين لودان للكاتِبِ الإِنْجلِيزِي ألدوس هكسلي.

## وصلات خارجية
- نسخة مترجمة للكتاب من قبل مؤسسة هنداوي للتعليم والثقافة